# Arsija
Arsija, al-arsija ali as-ja (arabsko اللارسية/الأرسية) je naziv vojaške enote muslimanskih najemnikov, ki so bili v službi  Hazarskega kaganata. Še vedno ni jasno, ali so arsijo sestavljali pripadniki enega muslimanskega plemena ali več plemen. Nejasno je tudi njihovo poreklo. Mnogi zgodovinarji menijo, da so prišli iz Horezma, drugi pa poudarjajo, da je »As« turški naziv za Alane in so zato prepričani, da so bili alanskega porekla. 
Arabskih viri trdijo, da je arsija tvorila jedro hazarske armade in je imela izjemen vpliv na hazarsko politiko. Te trditve verjetno niso povsem točne in so bile verjetno namenjene prikazovanju pretirano velikega pomena muslimanske skupnosti v hazarski državi. 
Arsija je pogosto delovala neodvisno od hazarske vlade. Del pogodbe, ki je najemnike vezala na službo v hazarski državi, jim je namreč zagotavljal, da jih ne smejo uporabiti v spopadih z muslimani. Arsija je leta 913 iz zasede napadla vikinško ladjevje, ki je imelo zagotovljen prost prehod do Kaspijskega jezera, in pobila tisoče ruskih vojakov.